# Margot Robbie
Margot Elise Robbie (Dalby, Queensland, Austràlia, 2 de juliol de 1990) és una actriu i productora australiana. Coneguda pels seus papers tant en superproduccions com en pel·lícules independents, ha rebut diversos reconeixements, incloses nominacions a dos premis Oscar, tres premis Globus d'Or i cinc premis de cinema de l'Acadèmia Britànica. La revista Time la va nomenar una de les 100 persones més influents del món el 2017 i va ser classificada com una de les actrius més ben pagades del món per Forbes el 2019.

## Primers anys
Margot Robbie va néixer el 2 de juliol de 1990 a Dalby, Queensland, filla de Doug Robbie, un antic propietari d'una granja i magnat de la canya de sucre, i de Sarie Kessler, fisioterapeuta. És la segona menor de quatre germans; els grans són Anya i Lachlan i petit Cameron, els seus pares es van separar quan ella tenia cinc anys. Robbie i els seus germans van ser criats per la seva mare soltera i van tenir un contacte mínim amb el seu pare. La família vivia en una granja dels seus avis a l'interior de Gold Coast.
Sa mare la va inscriure a una escola de circ, on va destacar en el trapezi, en el qual va rebre un certificat a vuit anys. Durant els anys a l'institut, va estudiar teatre al Somerset College. Quan era adolescent, va fer simultàniament tres treballs: cambrera a un bar, netejava cases i treballava a Subway. Després de graduar-se, amb només uns quants anuncis i pel·lícules de thriller independents al seu currículum, es va traslladar a Melbourne per començar a actuar professionalment.

## Carrera

### 2008–2015
Els seus primers papers d'actuació van ser mentre estava l'escola secundària, va protagonitzar dues pel·lícules de thriller independents de baix pressupost, anomenades Vigilante i I.C.U., ambdues estrenades anys després. Va descriure l'experiència d'estar en un plató de pel·lícula com "un somni fet realitat". Va fer el seu debut televisiu el 2008 en un paper secundari com Caitlin Brentford a la sèrie dramàtica City Homicide i va protagonitzar un arc de dos capítols de la sèrie de televisió infantil The Elephant Princess al costat de Liam Hemsworth.
Amb el suport del seu agent en aquell moment, Robbie va fer una audició per a la telenovel·la de televisió Veïns. El juny de 2008, va començar a interpretar Donna Freedman, un paper que havia de ser un personatge convidat, però va ser ascendida al repartiment habitual. Durant el seu període de tres anys a la telenovel·la, va rebre dues nominacions al premi Logie. Poc després d'arribar als Estats Units, Robbie va aconseguir el paper de Laura Cameron, una assistent de vol acabada de formar, a la sèrie dramàtica d'època Pan Am del 2011. La sèrie es va estrenar amb altes qualificacions i crítiques positives, però es va cancel·lar després d'una temporada a causa de la caiguda de les qualificacions.
El 2013 va aparèixer a la comèdia romàntica de Richard Curtis About Time, protagonitzada per Domhnall Gleeson i Rachel McAdams. Explica la història d'un jove amb la capacitat de viatjar en el temps que intenta canviar el seu passat amb l'esperança de millorar el seu futur. Per interpretar l'inabastable interès amorós adolescent de Gleeson, va adoptar un accent britànic. La pel·lícula va tenir un modest èxit de crítica i comercial, un crític de Variety va elogiar el repartiment, alhora que va criticar els personatges per ser massa "familiars".
El seu salt a la fama va arribar el mateix any amb el paper de Naomi Lapaglia, l'esposa del protagonista Jordan Belfort a la comèdia negra de Martin Scorsese The Wolf of Wall Street. Coprotagonitzada per Leonardo DiCaprio com a Belfort, la pel·lícula explica la seva perspectiva sobre la seva carrera com a corredor de borsa a la ciutat de Nova York i com la seva empresa es va involucrar en la corrupció i el frau desenfrenat a Wall Street, que van provocar la seva caiguda. En la seva audició per al paper, Robbie va improvisar una bufetada a DiCaprio durant una escena de baralla que finalment li va atorgar el paper. La pel·lícula i la seva actuació van rebre crítiques positives; va ser especialment elogiada pel seu accent de Brooklyn. La crítica Sasha Stone va escriure sobre l'actuació de Robbie: "És la millor bomba rossa descoberta de Scorsese des de Cathy Moriarty a Raging Bull. Robbie és divertida, dura i es guanya totes les escenes en què es troba". The Wolf of Wall Street va ser un èxit de taquilla, amb una recaptació de 392 milions de dòlars a tot el món, la qual cosa la va convertir en la pel·lícula més taquillera de Scorsese fins ara. Robbie va ser nominada al MTV Movie Award a la millor interpretació revelació i va guanyar el premi Empire al millor debut. Amb l'objectiu de produir més projectes dirigits per dones, Robbie i el seu futur marit Tom Ackerley i els seus respectius amics, Sophia Kerr i Josey McNamara, van crear la seva pròpia companyia de producció LuckyChap Entertainment. L'empresa va ser fundada l'any 2014 i el seu nom es va inspirar en Charlie Chaplin.
Robbie va aparèixer en quatre pel·lícules estrenades el 2015. La primera va ser al costat de Will Smith a la pel·lícula de comèdia dramàtica romàntica de Glenn Ficarra i John Requa Focus, que va recaptar 158,8 milions de dòlars. A la pel·lícula va interpretar una estafadora inexperta que aprèn l'ofici del personatge de Smith; va aprendre carterisme d'Apollo Robbins per al paper. Les crítiques de la pel·lícula van ser generalment mixtes, però l'actuació de Robbie va ser elogiada; Peter Travers, de Rolling Stone, va escriure: "Robbie és genial. Fins i tot quan Focus s'enfonsa, [ella] dona una mà guanyadora". La seva següent aparició va ser al costat de Michelle Williams i Kristin Scott Thomas al drama bèl·lic romàntic de Saul Dibb Suite francesa, una pel·lícula basada en la segona part de la novel·la homònima d'Irène Némirovsky del 2004. A la pel·lícula, va interpretar una dona que s'enamorava d'un soldat alemany durant l'ocupació alemanya de França durant la Segona Guerra Mundial, un paper que Leslie Felperin de The Hollywood Reporter va trobar "poc desenvolupat".
Va seguir amb el drama postapocalíptic Z for Zachariah de Craig Zobel al costat de Chris Pine i Chiwetel Ejiofor, en el seu primer paper protagonista. Basada parcialment en el llibre homònim de Robert C. O'Brien, la pel·lícula segueix a Ann Burden, interpretada per Robbie, mentre es troba en un triangle amorós carregat d'emocions amb els últims supervivents coneguts d'un desastre que acaba amb la major part de la civilització. En preparació per a la pel·lícula, Robbie es va tenyir els cabells de color castany i va aprendre a parlar amb un accent dels Apalatxes. La pel·lícula va rebre crítiques positives i l'actuació de Robbie va ser àmpliament elogiada, Drew McWeeny de HitFix va afirmar que "el treball de Robbie aquí l'estableix com una de les millors actrius de la seva franja d'edat actual". La seua quarta aparició del 2015 va ser un cameo a la comèdia dramàtica d'Adam McKay The Big Short, en què trenca la quarta paret per explicar els crèdits subprime mentre es trobava a una banyera. The Big Short va ser un èxit comercial i de crítica i el cameo de Robbie es va convertir en un tema tendència sis anys més tard, arran del cas GameStop, ja que la seva explicació va proporcionar punts de referència del que estava passant amb GameStop i les accions relacionades.

### 2016–2018

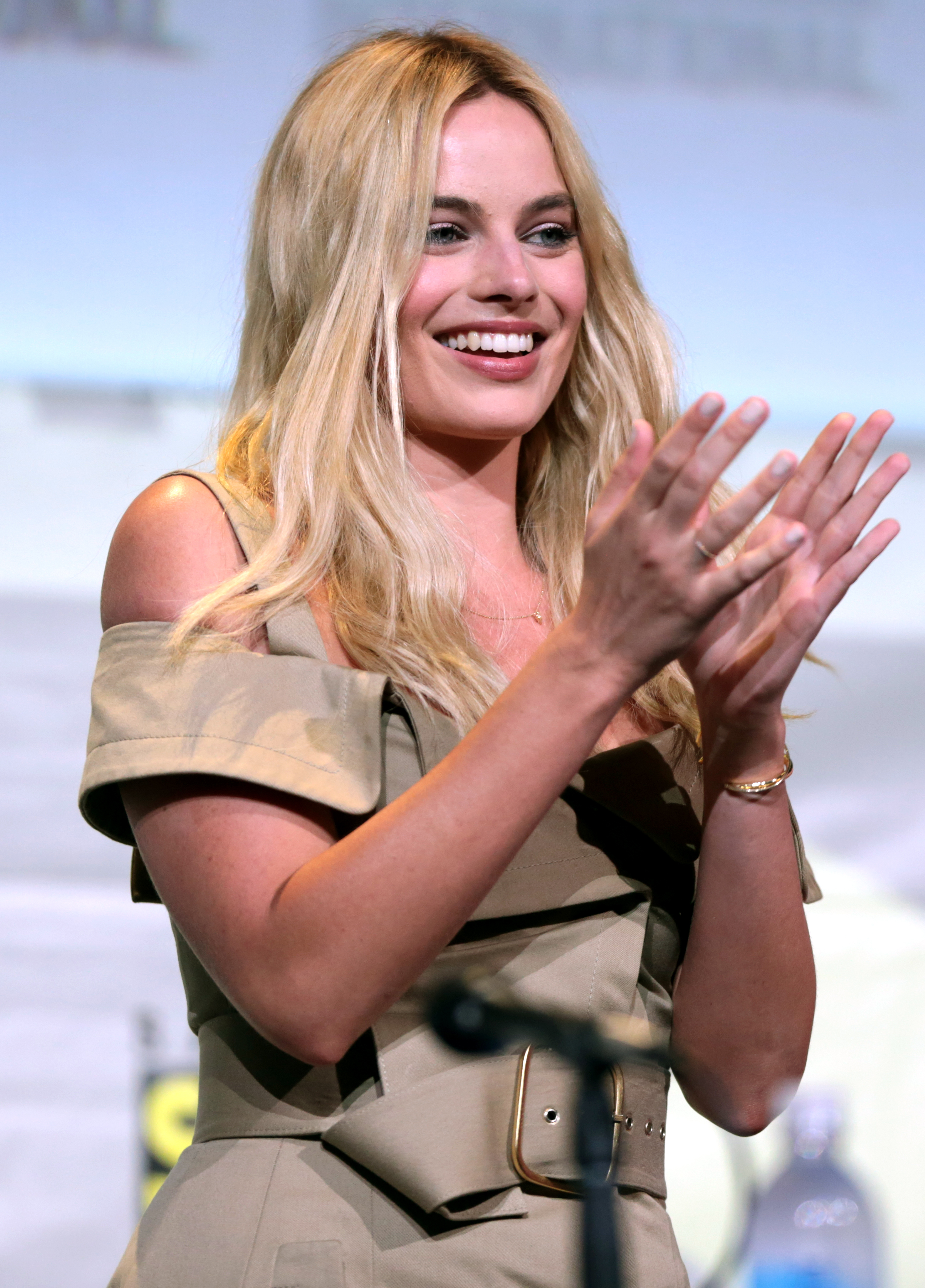
Margot Robbie al panell de L'esquadró suïcida de la SDCC 2016

El 2016, Robbie es va reunir amb Ficarra i Requa, interpretant un corresponsal de guerra britànica a l'adaptació cinematogràfica de The Taliban Shuffle anomenada Whisky Tango Foxtrot, protagonitzada per Tina Fey i Martin Freeman. La comèdia-drama va ser un fracàs comercial, tot i que va ser un modest èxit de crítica. Més tard aquell any, Robbie va interpretar el paper de Jane Porter a la pel·lícula d'aventures de David Yates La llegenda de Tarzan. Va ser inflexible sobre no perdre pes i assegurar-se que el paper no fos una donzella en perills com en les adaptacions anteriors de Tarzan: "Definitivament, no volia que fos una donzella en perill, i només volia que estigués activament trobant una solució la situació. No volia que estigués asseguda esperant que algú la vingués a salvar sinó que, mentrestant, estigués arreglant el problema ella mateixa". Les crítiques de la pel·lícula van ser generalment desfavorables, però Manohla Dargis, de The New York Times, va acreditar a Robbie per "mantenir-se bé" en el seu paper secundari al costat del repartiment d'homes amb Alexander Skarsgård i Samuel L. Jackson. Dargis va elogiar la pel·lícula escrivint: "El que la fa més agradable que moltes històries reciclades d'aquest tipus és que els cineastes han donat a Tarzan un canvi d'imatge imperfecte i reflexiu".
Robbie es va convertir en la primera persona a interpretar la malvada de DC Comics Harley Quinn en imatge real quan va signar a la pel·lícula de superherois de David Ayer L'esquadró suïcida, juntament amb un repartiment que incloïa Will Smith, Jared Leto i Viola Davis. Va admetre no haver llegit mai els còmics, però va sentir una gran responsabilitat de fer justícia al personatge i satisfer els fans. Robbie va començar a preparar-se per al paper de la supermalvada sis mesos abans del rodatge de la pel·lícula; el seu horari consistia en gimnàstica, boxa, acrobàcies aèries i aprendre a contenir la respiració sota l'aigua durant cinc minuts. Va realitzar la majoria de les seves pròpies escenes d'acció a la pel·lícula. Esquadró Suïcida va ser un èxit comercial i va ser la desena pel·lícula més taquillera del 2016 amb ingressos globals de 746,8 milions de dòlars peò va ser un frcàs de la crítica, l'actuació de Robbie es va considerar el seu principal actratiu. Escrivint per a Time, Stephanie Zacharek va trobar que Robbie era "una actriu atractiva criminalment, simpàtica en gairebé tots els sentits", tot i trobar defectes en el personatge i Christopher Orr de The Atlantic va qualificar la seva actuació d'"autènticament genial". L'octubre de 2016, Robbie va presentar l'estrena de la temporada 42 de la comèdia nocturna de la NBC Saturday Night Live; les seves aparicions incloïen una paròdia d'Ivanka Trump. La sèrie va registrar els seus índexs d'estrena de temporada més forts en vuit anys. El 2017 Robbie va col·laborar amb Domhnall Gleeson a Goodbye Christopher Robin de Simon Curtis, un drama biogràfic sobre la vida del creador de Winnie-the-Pooh A. A. Milne i la seva família. La pel·lícula, i la seva actuació, van rebre crítiques modestes i va ser un fracàs comercial.
El seu darrer llançament del 2017 i el primer llançament de LuckyChap Entertainment va ser la comèdia biogràfica esportiva Jo, Tonya de Craig Gillespie, basada en la vida de la patinadora artística estatunidenca Tonya Harding i la seva connexió amb l'assalt de 1994 a la rival Nancy Kerrigan. En preparació, Robbie es va reunir amb Harding, va veure imatges antigues i entrevistes d'ella, va treballar amb un entrenador de veu per parlar amb l'accent i el timbre vocal de Harding del nord-oest del Pacífic a diferents edats, i es va sotmetre a diversos mesos de rigorosa instrucció de patinatge amb la coreògrafa Sarah Kawahara. Jo, Tonya es va estrenar al Festival Internacional de Cinema de Toronto del 2017 amb l'aclamació de la crítica. James Luxford de Metro la va considerar la millor actuació de Robbie fins ara, i Mark Kermode de The Observer va escriure: "Com el salt de triple eix que va fer caure la mandíbula que va fer famosa la campiona de patinatge artístic Tonya Harding, l'actuació de Margot Robbie en aquest conte satíric i postmodern de la l'estrella deshonrada és un tornado de força que equilibra el desenvolupament del personatge finament matisat amb un físic impressionantment punyent. […] Robbie no s'equivoca mai com l'orgullosa forastera de Portland". Va rebre nombrosos reconeixements per la seva actuació, incloses nominacions a un Oscar, un BAFTA, un Globus d'Or, un Screen Actors Guild Award i un Critics' Choice Movie Award, tots a la millor actriu. Es va convertir en la primera actriu a rebre una nominació a l'Oscar per interpretar una atleta olímpica de la vida real.

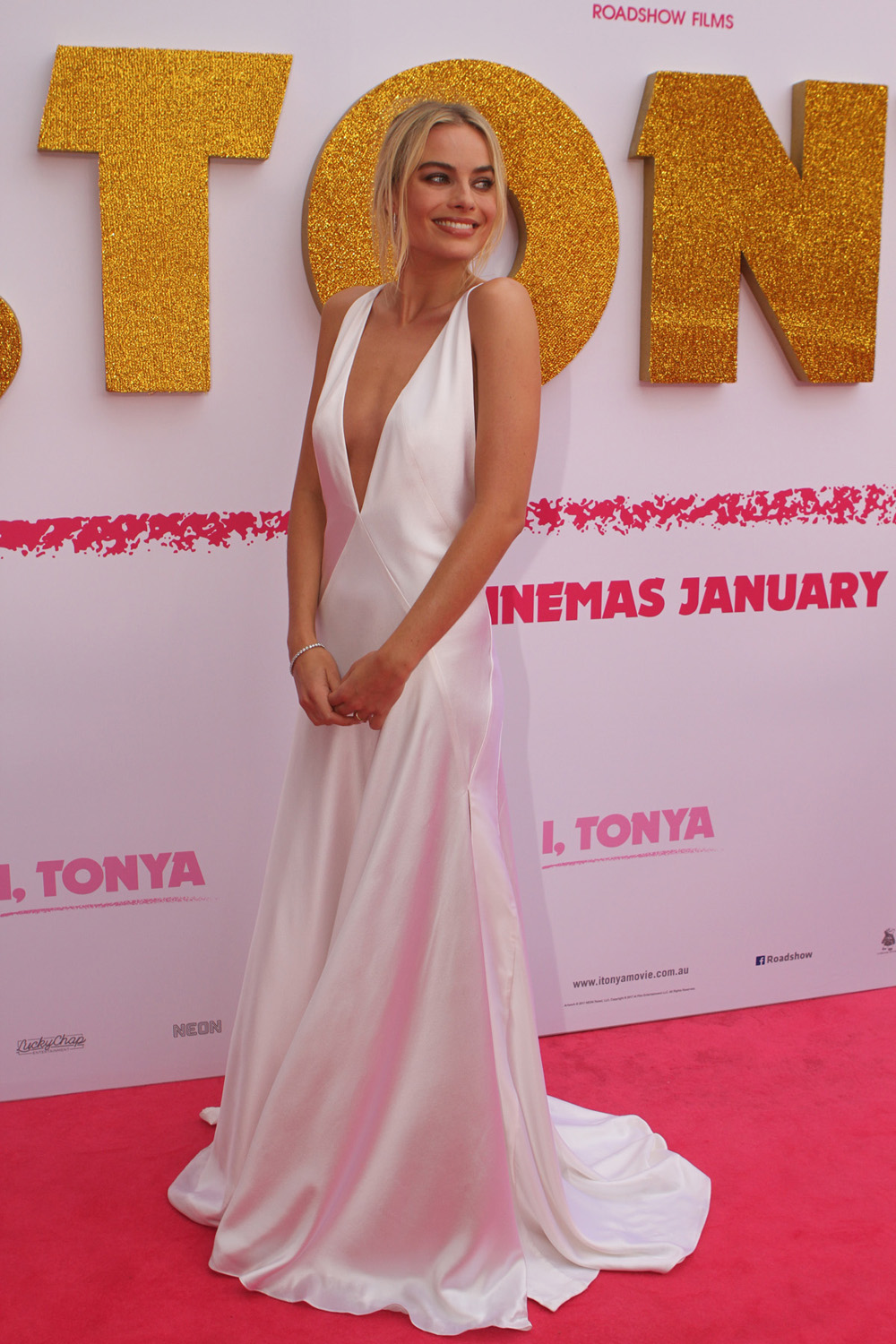
Robbie a la presentació de Jo, Tonya

Va començar el 2018 amb el paper de veu de Flopsy Rabbit a Peter Rabbit, una comèdia animada per ordinador del director Will Gluck, que es basa en la sèrie de llibres de Beatrix Potter. El llargmetratge d'animació va ser un èxit de taquilla, amb una recaptació de 351,3 milions de dòlars a tot el món contra un pressupost de producció de 50 milions de dòlars. Les seves dues pel·lícules següents del 2018, el thriller neo-noir Terminal i la comèdia de terror Slaughterhouse Rulez, van ser fracassos crítics i comercials, però l'actuació de Robbie a la primera va ser elogiada, Jeffrey M. Anderson de The San Francisco Examiner va escriure: "Robbie és un brillant, i tot i que Terminal no ho és gaire, ofereix l'oportunitat de veure-la brillar".
El drama històric Mary Queen of Scots, dirigit per Josie Rourke, va ser el seu darrer llançament del 2018. La pel·lícula va comptar amb Saoirse Ronan com a personatge principal, Maria I d'Escòcia, i Robbie com la seva cosina la reina Isabel I, i narra el conflicte de 1569 entre els seus dos països. Robbie inicialment havia rebutjat el paper per estar "aterrida" de no estar a l'altura de la història de les representacions de la reina. La pel·lícula es va estrenar a l'AFI Fest anual, amb crítiques majoritàriament mixtes; els crítics van criticar la pel·lícula pel guió i diverses inexactituds històriques, però van elogiar les actuacions de Robbie i Ronan i la seva química. Yolanda Machado, de TheWrap, va escriure: "Inclineu-vos a Ronan i Robbie per haver pres dos personatges llegendaris complexos, […] i guanyar-se completament els dos papers. La Mary ardent de Ronan i l'Elizabeth emocionalment complexa de Robbie regnen divinament a la pantalla". Per la seva interpretació, Robbie va rebre nominacions per als premis BAFTA i per a un Screen Actors Guild Award.

### 2019–present
El seu primer projecte del 2019 va ser la producció de LuckyChap Entertainment "Dreamland", un thriller criminal d'època ambientat durant el Dust Bowl dels anys 30. El mateix any, va interpretar Sharon Tate al costat de Leonardo DiCaprio i Brad Pitt a la comèdia dramàtica de Quentin Tarantino Once Upon a Time in Hollywood, amb Robbie sent l'única opció de Tarantino per interpretar la difunta actriu. Sentint "una enorme responsabilitat", Robbie es va preparar per al paper coneixent els familiars i amics de Tate, veient totes les seves pel·lícules i llegint l'autobiografia del marit de Tate, Roman Polanski. Once Upon a Time in Hollywood es va estrenar al Festival de Cannes del 2019 amb elogis de la crítica i va ser un èxit comercial amb una recaptació mundial de 374,3 milions de dòlars. Tot i que molts van criticar el poc diàleg que va tindre Robbie a la pel·lícula, Robbie Collin de The Daily Telegraph va destacar una escena amb ella, que va trobar que era l'escena "més encantadora" de la pel·lícula.

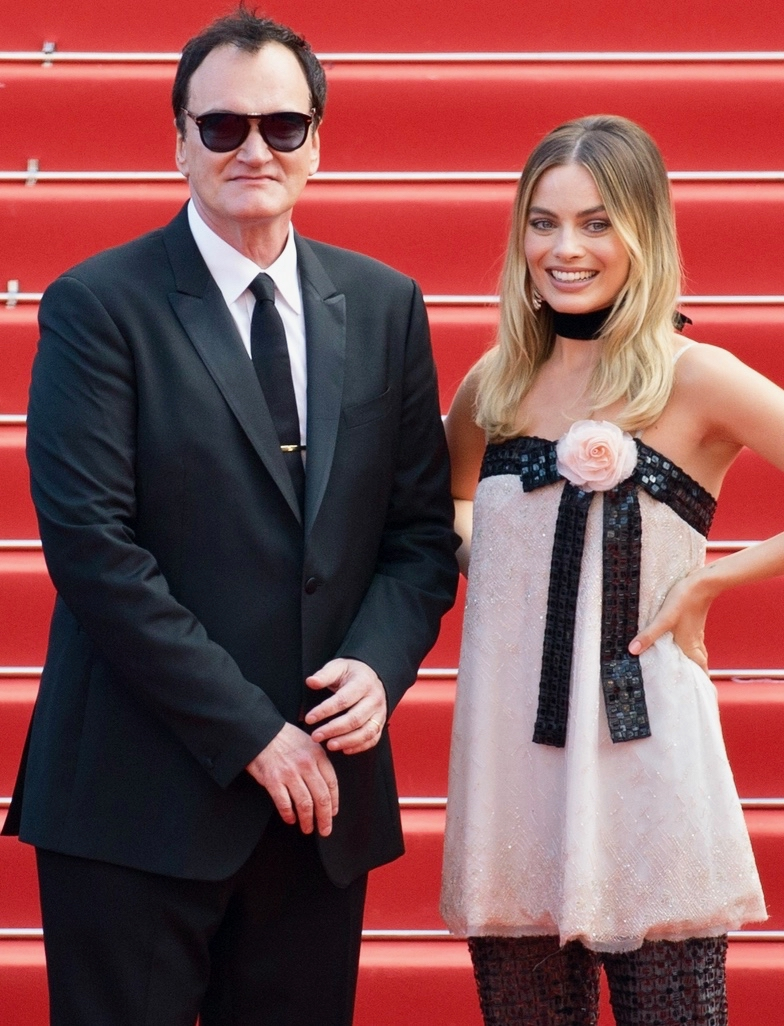
Margot Robbie i Quentin Tarantino al Festival de Canes 2019

També el 2019, va interpretar Kayla Pospisil, un personatge compost basat en diversos empleats de Fox News, al drama Bombshell de Jay Roach. Coprotagonitzada per Charlize Theron i Nicole Kidman, la pel·lícula explica històries de diverses dones del personal de la xarxa de notícies i els seus informes d'assetjament sexual per part del president de la xarxa, Roger Ailes. La pel·lícula va rebre crítiques positives; Kenneth Turan, del Los Angeles Times, va escriure: "Robbie es troba en el seu millor moment, l'arc de la seva història és tan aclaparador que es queda amb tu durant més temps". Per les seves actuacions a Once Upon a Time in Hollywood i Bombshell, va rebre nominacions al premi BAFTA a la millor actriu secundària i al Screen Actors Guild Award a la millor interpretació d'un repartiment en una pel·lícula, i per aquest últim va rebre nominacions a un Oscar, un Globus d'Or i un Screen Actors Guild Award; tot en la categoria de millor actriu secundària.
Va començar la nova dècada repetint el paper de Harley Quinn a Birds of Prey de Cathy Yan. Decidida a fer una pel·lícula d'acció amb repartiment femení, va presentar la idea de la pel·lícula a Warner Bros. el 2015. Robbie va passar els tres anys següents desenvolupant el projecte sota la seva productora, fent un esforç per contractar una directora i guionista femenina. Birds of Prey, juntament amb l'actuació de Robbie, van obtenir crítiques generalment positives; Ian Freer d'Empire va escriure que "l'MVP és Robbie, que ofereix a Harley una peculiaritat encantadora i una amenaça creïble, deixant entreveure la vida interior de Harley sense necessitat dels diàlegs". Va rebre dues nominacions als 46 People's Choice Awards.
Robbie va ser productora de Promising Young Woman de 2020, un thriller de comèdia de l'escriptora i directora Emerald Fennell. Protagonitzada per Carey Mulligan com una dona que busca venjar la mort de la seva millor amiga, que va ser víctima d'una violació. La pel·lícula es va estrenar al Festival de Cinema de Sundance 2020 amb l'aclamació de la crítica. Va rebre una nominació a l'Oscar a la millor pel·lícula. El 2021, Robbie va repetir el seu paper de veu com a Flopsy Rabbit a Peter Rabbit 2: The Runaway de Will Gluck, estrenada un any després a causa de la pandèmia de COVID-19. La pel·lícula va rebre crítiques diverses i va recaptar 153,8 milions de dòlars a tot el món. També va fer la seva tercera aparició com a Harley Quinn a la seqüela independent d'Esquadró Suïcida, anomenada The Suicide Squad, escrita i dirigida per James Gunn. A causa de la pandèmia de COVID-19, la pel·lícula es va estrenar simultàniament al cinema i al servei de streaming HBO Max. Owen Gleiberman va elogiar la "deliciosa actuació" de Robbie. El 2022, Robbie va reprendre el seu paper de Donna Freedman per a l'episodi final de Veïns.

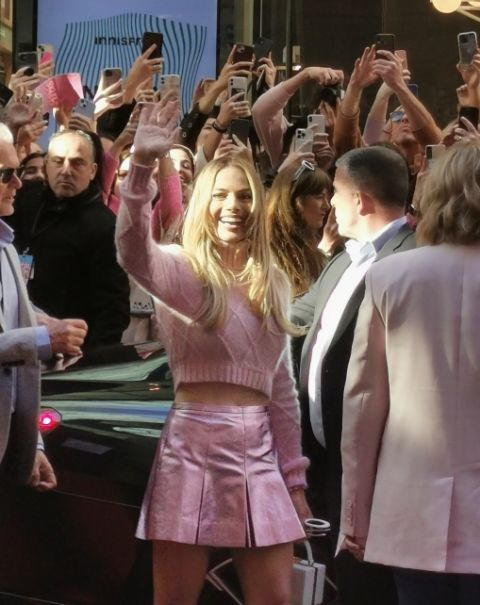
Robbie a l'estrena de Barbie a Sydney

Robbie protagonitza la comèdia històrica Amsterdam de David O. Russell i interpreta a Nellie LaRoy, basada en l'actriu de cinema mut Clara Bow al drama Babylon de Damien Chazelle, protagonitzat conjuntament amb Brad Pitt. Les dues pel·lícules es van estrenar el 2022. Va protagonitzar i coproduir la comèdia Barbie del 2023 de Greta Gerwig al costat de Ryan Gosling, que amb una recaptació d'uns 1.280.000.000 $ es va convertir en la pel·lícula més taquillera de Robbie. També va aparèixer a la pel·lícula Asteroid City de Wes Anderson.
També el 2023, Robbie va produir la segona pel·lícula d'Emmerald Fennell, Saltburn. El Festival de Cinema de Sundance de 2024 va marcar l'estrena de la seva següent producció, la pel·lícula de comèdia de Megan Park My Old Ass. Robbie protagonitzarà amb Colin Farrell la pel·lícula de Kogonada A Big Bold Beautiful Journey i amb Jacob Elordi Wuthering Heights de Fennell, adaptada de la novel·la.

## Vida privada
Robbie es va traslladar de Melbourne a Williamsburg, Brooklyn a principis de la dècada dels 2010. Durant aquest període, es va convertir en una àvida fan de l'hoquei sobre gel, donant suport als New York Rangers i va jugar d'extrem dret en una lliga amateur d'hoquei sobre gel. Malgrat la gran atenció dels mitjans que rep, Robbie poques vegades parla de la seva vida privada. El 2013, va conèixer l'assistent de direcció britànic Tom Ackerley al plató de Suite Francesa el 2013, amb qui el 2014 es va traslladar a Londres, acompanyats dels cofundadors de LuckyChap Entertainment, Sophia Kerr i Josey McNamara. Més tard aquell any, Robbie i Ackerley van començar una relació amorosa. Es van casar el desembre de 2016 a Austràlia i viuen a Venice Beach, Califòrnia. El 2024, van tenir el seu primer fill.

## Activisme
Robbie ha estat defensora dels drets humans, els drets de les dones, la igualtat de gènere i els drets LGBT. A través de LuckyChap Entertainment, ella i els seus cofundadors se centren en la promoció d'històries femenines amb escriptores, directores o productores femenines. El 2014, va formar part d'un acte de recaptació de fons en suport del Motion Picture & Television Fund, que ajuda a persones de les indústries del cinema i la televisió amb recursos limitats o nuls; es va unir al mateix esdeveniment en dues ocasions més, el 2018 i el 2020. El 2015, va ajudar a recaptar 12 milions de dòlars a través de l'esdeveniment de recaptació de fons del BGC Global Charity Day, que dona diners a diferents organitzacions benèfiques d'arreu del món. El 2016, Robbie es va unir a altres celebritats i al personal de l'Alt Comissionat de les Nacions Unides per als Refugiats en una petició amb l'objectiu de recollir suport públic per al nombre creixent de famílies obligades a fugir de conflictes i persecució a tot el món. Més tard el mateix any, es va sumar al projecte "I Hear You" d'Oxfam, que va ser dissenyat per amplificar les històries personals dels refugiats més vulnerables del món i va donar més de 50.000 dòlars a la campanya "Children First" d'UNICEF, en suport dels xiquets refugiats.
L'octubre de 2016, mentre presentava Saturday Night Live, Robbie va defensar el matrimoni igualitari a la seva Austràlia natal amb una samarreta que deia "Say 'I Do' Down Under", amb un mapa del país amb els colors de l'arc de Sant Martí. La samarreta formava part d'una campanya per a la legalització del matrimoni entre persones del mateix sexe. Un any més tard, es va unir a l'actor Chris Hemsworth per defensar el mateix propòsit. El 2018, es va comprometre a donar suport a la iniciativa Time's Up per protegir les dones de l'assetjament i la discriminació. L'abril de 2021, Robbie va ser anunciada com a guanyadora del premi inaugural RAD Impact, per inspirar amb la seva filantropia. Va optar per compartir el premi amb Youngcare, una organització benèfica amb la qual havia treballat anteriorment i, per tant, es va fer una donació d'impacte per finançar un projecte en benefici de joves amb necessitats.

## Filmografia

### Pel·lícules
| Any  | Títol                         | Personatge                         | Notes            | Ref.            |
| ---- | ----------------------------- | ---------------------------------- | ---------------- | --------------- |
| 2008 | Vigilante                     | Cassandra                          |                  | [ 113 ]         |
| 2009 | ICU                           | Tristan Waters                     |                  | [ 114 ]         |
| 2013 | About Time                    | Charlotte                          |                  | [ 115 ]         |
| 2013 | The Wolf of Wall Street       | Naomi Lapaglia                     |                  | [ 116 ]         |
| 2015 | Z for Zachariah               | Ann Burden                         |                  | [ 117 ]         |
| 2015 | Focus                         | Jessica Barrett                    |                  | [ 118 ]         |
| 2015 | Suite Francesa                | Celine                             |                  | [ 113 ] [ 119 ] |
| 2015 | The Big Short                 | Ella mateixa                       | Cameo            | [ 120 ]         |
| 2016 | Whiskey Tango Foxtrot         | Tanya Vanderpoel                   |                  | [ 121 ]         |
| 2016 | La Llegenda de Tarzan         | Jane Porter                        |                  | [ 122 ]         |
| 2016 | L'esquadró suïcida            | Dr. Harleen Quinzel / Harley Quinn |                  | [ 123 ]         |
| 2017 | Jo, Tonya                     | Tonya Harding                      | També productora | [ 124 ]         |
| 2017 | Goodbye Christopher Robin     | Daphne de Sélincourt               |                  | [ 125 ]         |
| 2018 | Peter Rabbit                  | Flopsy Rabbit (veu) / Narradora    |                  | [ 113 ]         |
| 2018 | Flopsy Turvy                  | Flopsy Rabbit (veu) / Narradora    | Curtmetratge     |                 |
| 2018 | Terminal                      | Annie / Bonnie                     | També productora | [ 126 ]         |
| 2018 | Slaughterhouse Rulez          | Audrey                             | Cameo            | [ 127 ]         |
| 2018 | Mary Queen of Scots           | Elisabet I d'Anglaterra            |                  | [ 128 ]         |
| 2019 | Dreamland                     | Allison Wells                      | També productora | [ 129 ]         |
| 2019 | Once Upon a Time in Hollywood | Sharon Tate                        |                  | [ 130 ] [ 131 ] |
| 2019 | Bombshell                     | Kayla Pospisil                     |                  | [ 132 ]         |
| 2020 | Birds of Prey                 | Dr. Harleen Quinzel / Harley Quinn | També productora | [ 133 ]         |
| 2020 | Promising Young Woman         |                                    | Només productora | [ 134 ]         |
| 2021 | Peter Rabbit 2: The Runaway   | Flopsy Rabbit (veu) / Narradora    |                  | [ 135 ]         |
| 2021 | The Suicide Squad             | Dr. Harleen Quinzel / Harley Quinn |                  | [ 136 ]         |
| 2022 | Amsterdam                     | Valerie                            |                  | [ 137 ]         |
| 2022 | Babylon                       | Clara Bow                          |                  | [ 138 ]         |
| 2023 | Barbie                        | Barbie                             |                  | [ 139 ]         |
| 2023 | Asteroid City                 |                                    |                  | [ 140 ]         |

### Televisió
| Any             | Títol                              | Personatge        | Notes                                               | Ref.                 |
| --------------- | ---------------------------------- | ----------------- | --------------------------------------------------- | -------------------- |
| 2008–2011, 2022 | Veïns                              | Donna Freedman    | 355 episodis                                        | [ 141 ]              |
| 2008            | City Homicide                      | Caitlin Brentford | Episodi: "Somersaulting Dogs"                       |                      |
| 2008            | Review with Myles Barlow           | Kelly             | Episodi: "Stealing, Dickheads, Risk"                | [ 142 ]              |
| 2009            | The Elephant Princess              | Juliet            | Episodis: "The Butterfly Effect" i "Butterfly Kiss" |                      |
| 2009            | Talkin' 'Bout Your Generation      | Ella mateixa      | Sèrie 1: Episodi 11                                 | [ 143 ]              |
| 2011–2012       | Pan Am                             | Laura Cameron     | Personatge principal                                | [ 144 ]              |
| 2015            | Top Gear                           | Ella mateixa      | Seriee 22: Episodi 4                                | [ 145 ] [ 146 ]      |
| 2015            | Neighbours 30th: The Stars Reunite | Ella mateixa      | Documental                                          | [ 147 ]              |
| 2016            | Saturday Night Live                | Presentadora      | Episodi: "Margot Robbie / The Weeknd"               | [ 148 ]              |
| 2019–2022       | Dollface                           |                   | Productora executiva                                | [ 149 ] [ 150 ]      |
| 2019            | Dollface                           | Imelda            |                                                     | Episode: "Mama Bear" |
| 2021            | Maid                               |                   | Sèrie limitada; només productora executiva          | [ 151 ]              |